# リベラーチェ
リベラーチェ（Liberace 本名：Władziu Valentino Liberace /ˈvwɑːdʒuː vælənˈtiːnoʊ lɪbəˈrɑːtʃi/、 1919年5月16日 - 1987年2月4日）は、アメリカ合衆国のピアニスト・エンターテイナー。派手なコスチュームプレイで大衆の人気を博し、「世界が恋したピアニスト」と呼ばれた。

## プロフィール

### 生い立ち
ウィスコンシン州ウェスト・アリスに住むポーランド系アメリカ人の音楽一家に生まれ、幼少時からクラシック・ピアノのレッスンを受けた。わずか7歳の時には大ピアニストとして知られるイグナツィ・パデレフスキに演奏を絶賛されたという。

### クラシックとポップスの融合
その後大恐慌による不況の影響を受けて、本格的なクラシックピアニストの道をあきらめ、1930年代にはポピュラー音楽の分野に転じ、ナイトクラブやキャバレーで演奏し一家の生活資金を稼ぐようになる。なおこの頃「ウォルター・バスターキーズ（Walter Busterkeys）」というステージネームを使用していた。
1940年代に入るとナイトクラブでのクラシックとポップスを融合した演奏が評判を博し、アメリカ各地のナイトクラブで演奏を行うようになる。またこの頃「リベラーチェ」というステージネームを使用するようになった。

### テレビ出演

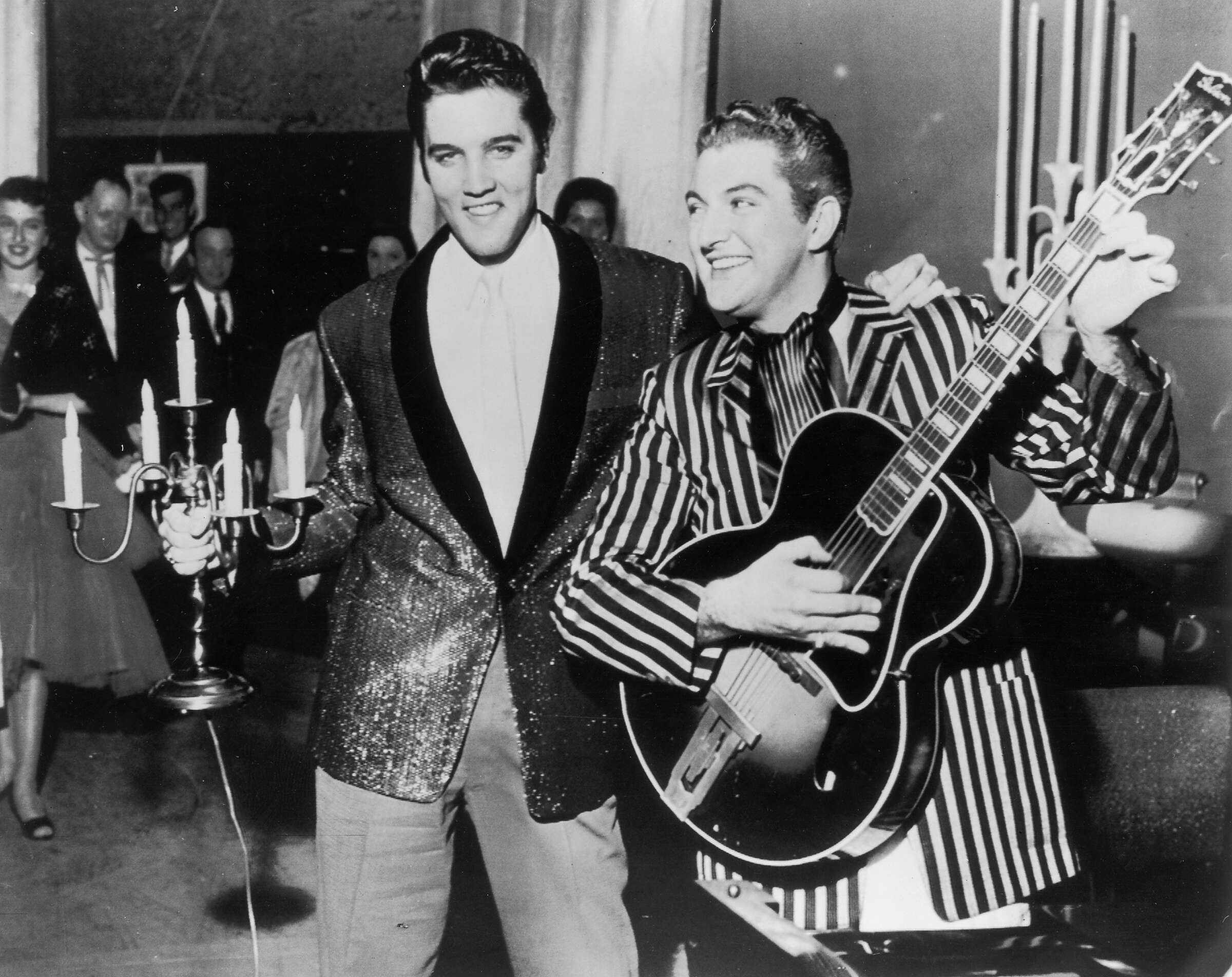
リベラーチェとエルヴィス（1956年）

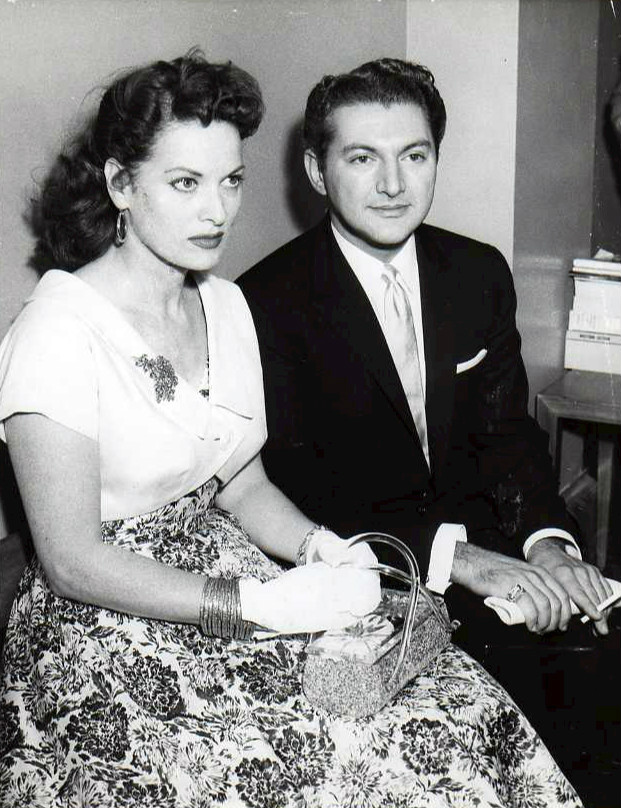
リベラーチェとモーリン・オハラ（1957年）

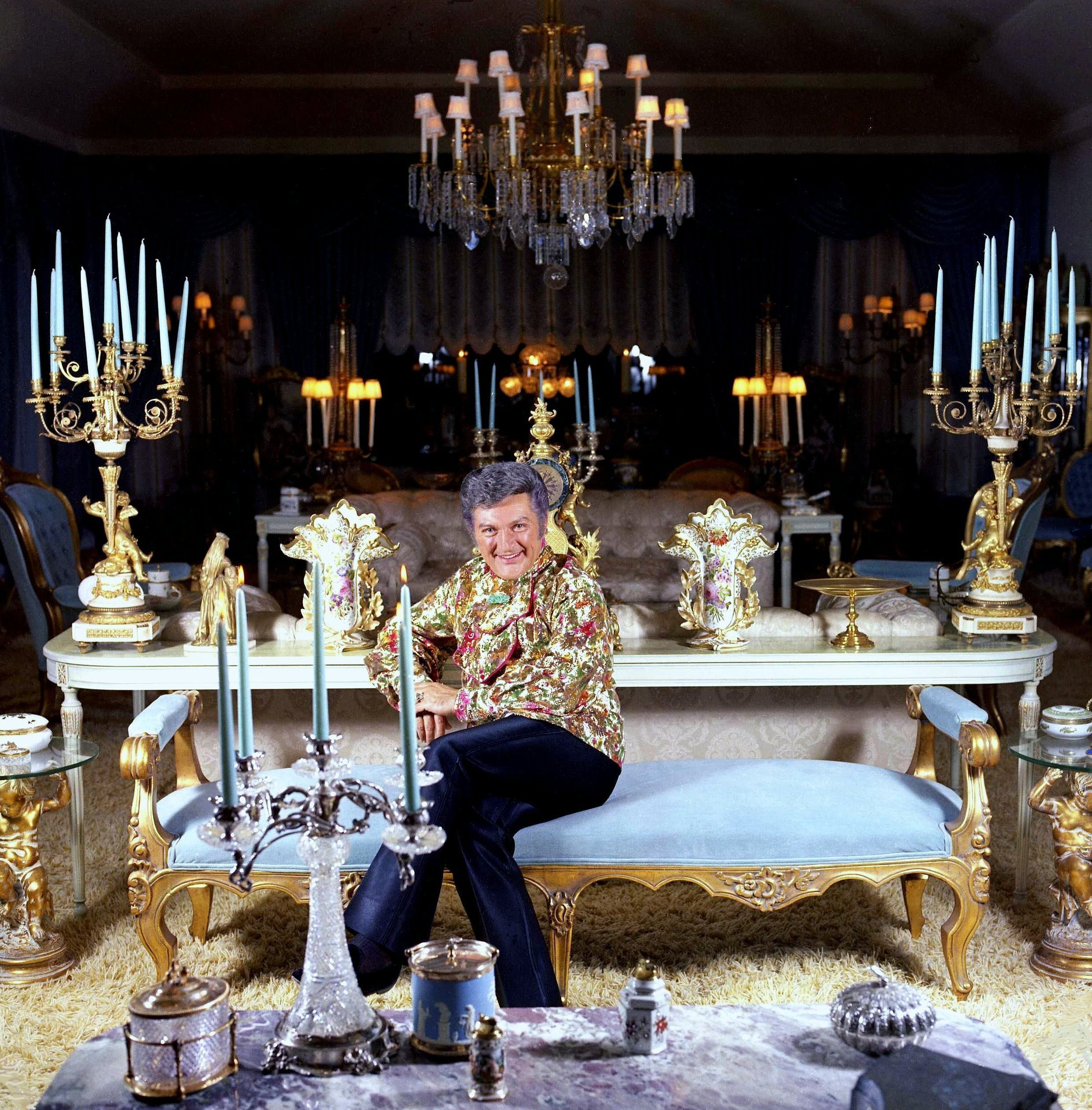
自宅でくつろぐリベラーチェ（1973年）

その後1947年にロサンゼルスの「モキャンボ」などの高級ナイトクラブで定期的にショーを行うこととなる。リベラーチェの高い演奏技術とショーマンシップは、これらの店の顧客のグロリア・スワンソンやクラーク・ゲーブルなどのハリウッドの大スターの間で高い評判を得て、その後のテレビや映画の出演につながることとなる。
1950年代に入ると、当時アメリカ国内に普及し出したテレビの人気番組に多数出演し、全米で広い人気を得る。またこの頃ホワイトハウスに招かれ、音楽好きで知られたハリー・S・トルーマン大統領の前で演奏した。その後ネバダ州ラスベガスで定期的にショーを開催するようになる。

### 世界的スター
その後リベラーチェはアメリカだけでなくイギリスのテレビ番組や映画にも多数出演し、ヨーロッパ諸国でも高いアイドル的人気を得て、その人気の絶頂期には1週間に1万枚のファンレターを受け取るほどになった。
リベラーチェを全米のみならず、世界的スターにしたのはそのピアノの演奏だけでなく、豪華で派手な衣装と派手なステージ、そして「エド・サリヴァン・ショー」や「パーソン・トゥ・パーソン」などのインタビュー番組やバラエティ番組でのぞかせる気さくで社交的な人柄であった。
なおこの頃すでに同性愛者であったものの、保守的風潮が支配的であった当時のアメリカでは同性愛者であることはタブー視されていたため、あえてテレビ番組で共演した女優とのゴシップを演出したり、「パーソン・トゥ・パーソン」のインタビューでは、結婚する場合の理想的な女性像を語るなど、異性愛者であることを装っていた。

### 悪趣味の代名詞
それまではコンサートの際やテレビ番組に出演する際は地味なスーツ姿で通していたものの、1960年代中旬以降、アメリカの大衆文化から保守的傾向が薄まるとともに、リベラーチェのステージとその衣装はどんどん派手さを増して行った。
特にその派手な衣装は世界的に有名で、極端に立った襟を持つ金ぴかの上着に、孔雀の羽をふんだんに使ったキッチュな派手な、その後エルヴィス・プレスリーやエルトン・ジョンなどのリベラーチェと親交のあったスーパースターに大きな影響を与えた。またライブステージの演出も、衣装同様過剰なオーバーデコレーションで、白いピアノや古風な燭台、本物の高級車、あげくは噴水まで駆使して派手なステージを作り上げた。
この様なリベラーチェの「演出（ステージ・プレイ）」のおかげでアメリカでは1960年代後半以降、「派手（で下品）な悪趣味」の代名詞としてしばしばリベラーチェが引き合いに出されたほどである。
このためクラシック愛好家をはじめとするいわゆるインテリ層からは眉をひそめられる存在であった。しかし、メディアの影響を受けやすい一般大衆からはその華やかさで広く人気を得た。とはいえそのピアノのテクニックは評価が高く、生前、エルヴィス・プレスリーは「リベラーチェの音楽的才能を深く尊敬している」と語っている。
リベラーチェ本人も「ステージ・プレイ」の一環としての「悪趣味」は強く自覚していたようで、1968年のバッド・テイストな映画『ラブド・ワン The Loved One』（トニー・リチャードソン監督）では、派手な棺桶を愛想良くセールスする葬儀社員という、セルフ・パロディ風の悪趣味な役を演じた。1970年代以降も衣装は派手さを極めていった。

### 晩年

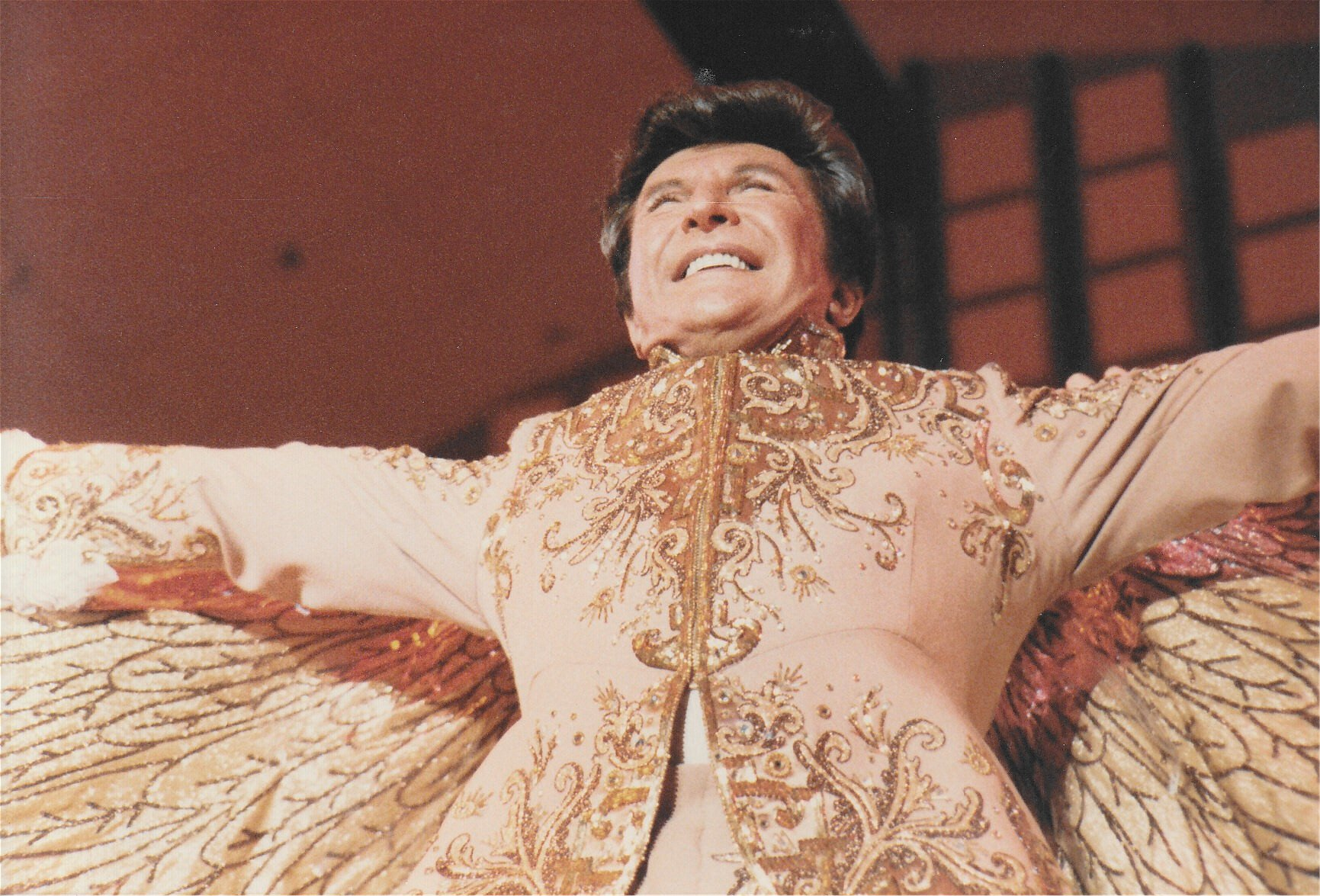
晩年のリベラーチェ（1983年）

さらに1980年代に入っても高い人気を保ち続け、その活動はラスベガス・ヒルトンなどでの定期ステージのみならず、様々な映画への出演や「サタデー・ナイト・ライブ」や「オプラ・ウィンフリー・ショー」などの人気テレビ番組、さらには「レッスルマニア」でのタイムキーパー役など広範囲に渡った。
1982年には、リベラーチェの元専属運転手で恋人でもあったスコット・ソーソンから、過去の交際に対する慰謝料の訴えを起こされることになった。同性愛者であることを隠したかったリベラーチェは、ソーソンとの過去の交際そのものを否定し、さらに同性愛傾向を隠すために「私は熟女好きだ」などと公言したものの、その後1986年に7万5千ドルをソーソンに支払うことで法廷外で和解した。
この頃リベラーチェの体は後天性免疫不全症候群（エイズ）によって蝕まれていたものの、同年の11月にはニューヨーク市のラジオシティ・ミュージックホールで21日間に渡るステージを行った。このステージがリベラーチェにとって最後のステージとなった。また最後のテレビ出演は、同年のクリスマスに放映された「オプラ・ウィンフリー・ショー」であった。

### 死去

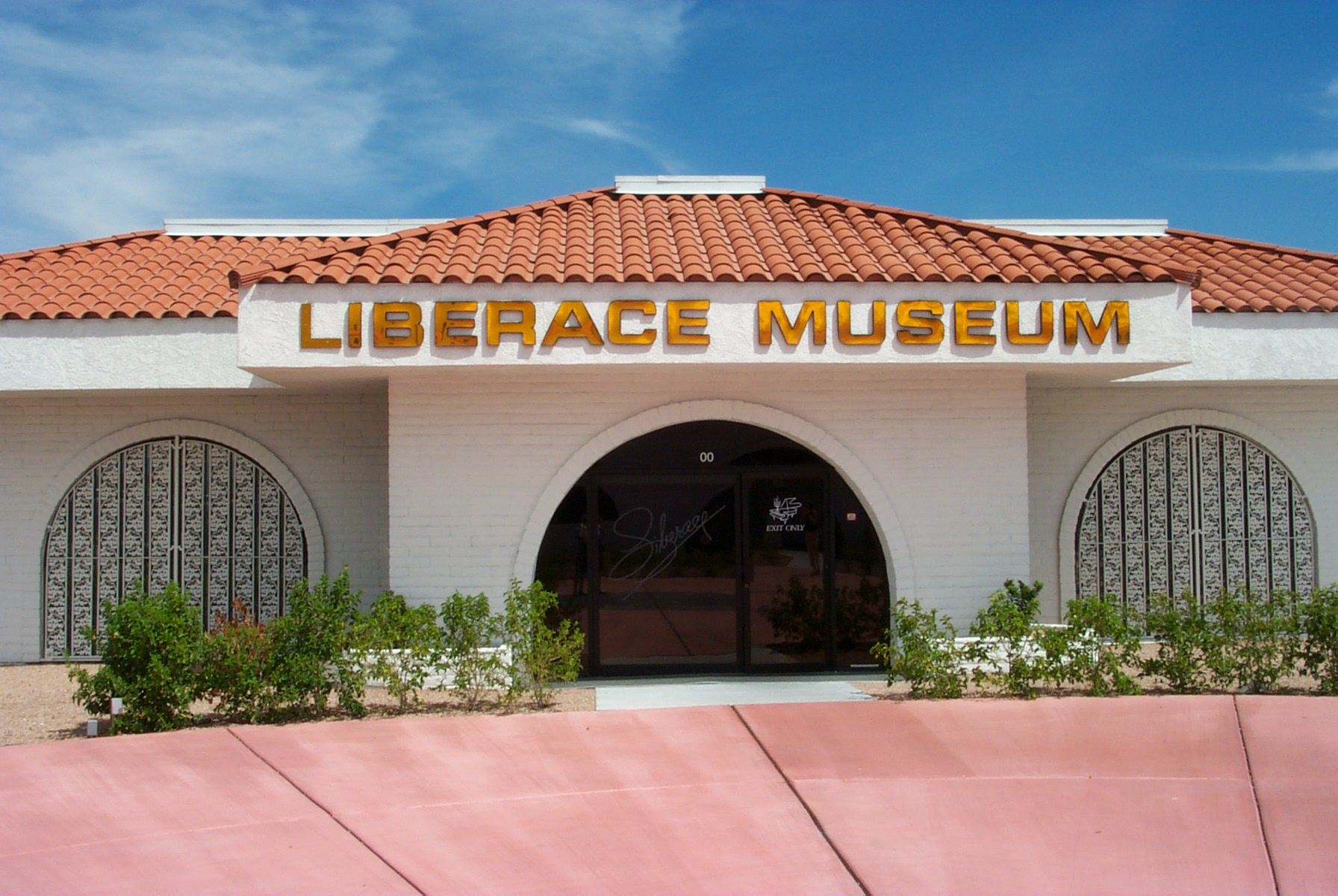
リベラーチェ博物館

1985年にエイズに罹っていることを知らされて以降治療を続けていたが、1987年2月4日にカリフォルニア州・パームスプリングの別荘で死去した。67歳。死因はエイズであった。墓はハリウッド・ヒルズの「フォレスト・ローン」墓地にある。
死後も高い人気を保ち続け、様々な形でメディアに取り上げられている。2009年にはロンドンのデパート「セルフリッジズ」で回顧展が開かれたほか、2013年にはテレビ映画「恋するリベラーチェ」が放送された。
なお生前のリベラーチェの衣装やキャディラックやメルセデス・ベンツ、ロールス・ロイスやブラドレー・GTなどの特注の愛車、ピアノはラスベガスにある博物館に展示されていた。また博物館内には生前の住居の一部が実際に使用されていた家具とともに再現されていたが、同博物館は2010年10月に閉館した。その後2013年には、2014年に博物館が再オープンすると発表された。

## 音楽的傾向
リベラーチェの音楽的傾向はクラシックからポップス、ジャズまで幅広かったが、全体としてはアメリカの一般大衆に受け入れやすい通俗的なセミクラシック、ムード音楽、イージーリスニング系のピアニストというのが実態である。
上記のように、その才能と技術はクラシックの専門家から高い評価を受けていたが、派手な衣装とステージ、そしてこのような大衆迎合的な音楽的傾向から一般のインテリ層からの評価は低かった。

## 私生活
派手な衣装と同じくらい派手な私生活で知られており、常にエンターテイメント業界でその名を取りざたされるパーティーの常連でもあり、その為に1950年代よりアメリカやイギリスの大衆向けゴシップ誌の常連であった。
また同性愛者であり、そのことは1970年代には周知の事実となったが、そのことを死の直前まで本人はひた隠しにした。上記のように同性愛者と報道したゴシップ誌や元恋人と何度かトラブルを起こしており、訴訟沙汰になることも多かった。